# Presidio (Texas)
La ville de Presidio est située dans le comté de Presidio, dans l’État du Texas, aux États-Unis. Sa population s’élevait à 4 426 habitants lors du recensement de 2010.
Elle fait face à Ojinaga au Mexique.

## Source de la traduction
- (en) Cet article est partiellement ou en totalité issu de l’article de Wikipédia en anglais intitulé « Presidio, Texas » (voir la liste des auteurs).